# Dimbach (Ausztria)
Dimbach település Ausztriában, Felső-Ausztria tartományban, a Pergi járásban. Tengerszint feletti magassága 680 méter, területe 31,27 km².

## Elhelyezkedése
Dimbach Pabneukirchen, Sankt Georgen am Walde, Dorfstetten, Waldhausen im Strudengau és Bad Kreuzen településekkel határos.

## Népesség
| 2016 | 1 032 |
| 2018 | 1 013 |